# 門羅鎮區 (新澤西州米德爾塞克斯縣)
門羅鎮區（英語：Monroe Township）是位於美國新澤西州米德爾塞克斯縣的一個鎮區。

## 地方資料
門羅鎮區的面積為109.26平方千米，當中陸地面積為108.63平方千米，而水域面積為0.63平方千米。根據2020年美國人口普查的數據，當地共有人口48594人，而人口密度為每平方千米444.76人。